# Classificazione dei climi di Köppen

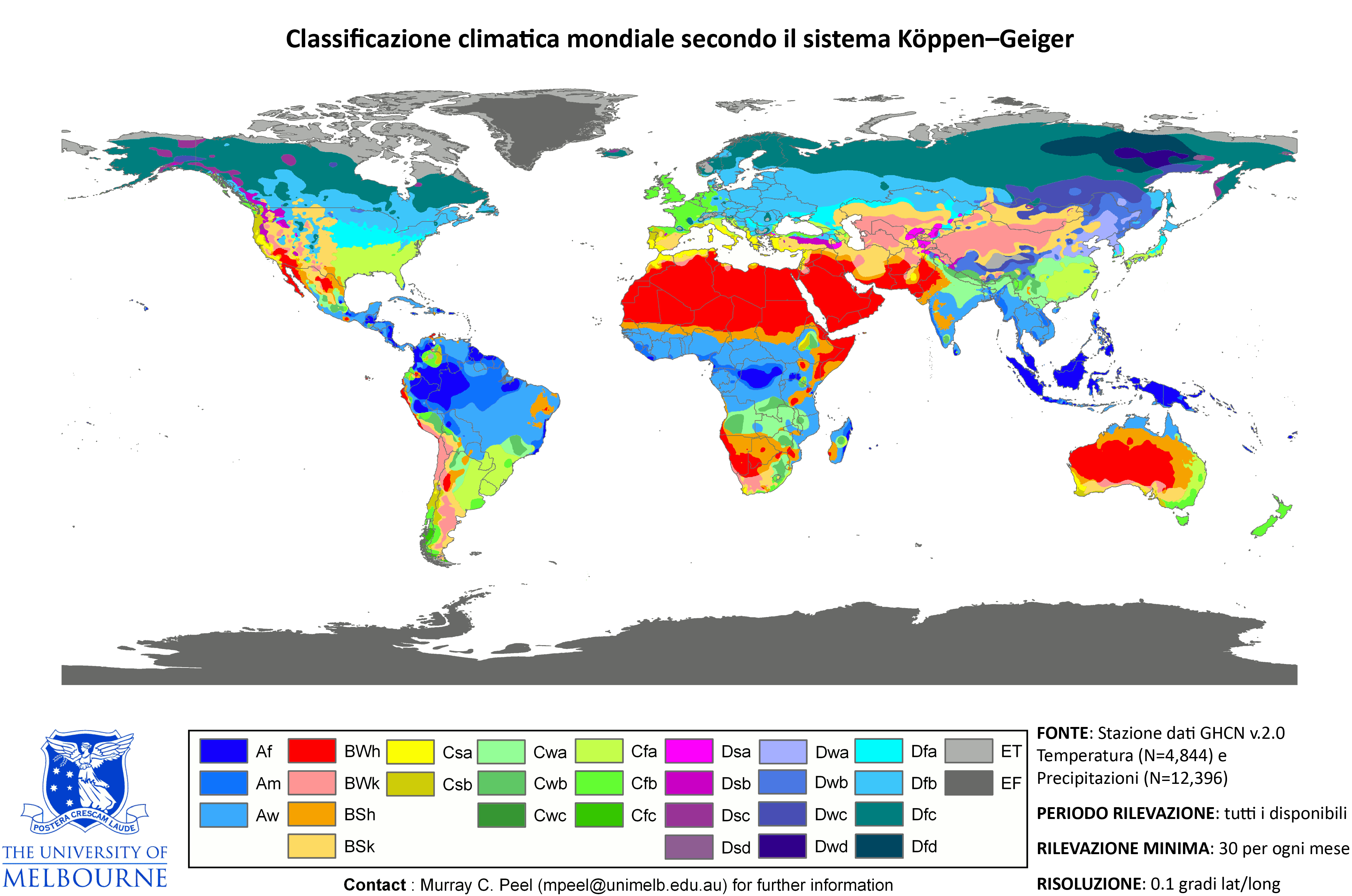
Carta della classificazione Köppen (nota: in questa carta si usa come limite tra il tipo C e il tipo D l'isoterma di 0 °C anziché quella originaria di −3 °C).

La classificazione dei climi di Köppen è la più usata tra le classificazioni climatiche a scopi geografici. Venne proposta per la prima volta nel 1918 da Wladimir Köppen. Fu poi perfezionata più volte, sino alla sua edizione definitiva del 1936.
Il sistema di Köppen è in gran parte empirico; ciò vuol dire che ciascun clima viene definito in base a dei valori prestabiliti di temperatura e di precipitazioni, calcolati conformemente alle medie annue o di singoli mesi.
In tale classificazione non si tiene conto delle cause del clima in termini di pressione e di fasce di venti, di masse d'aria, di fronti o di perturbazioni. È possibile invece assegnare una certa località ad un particolare sottogruppo climatico soltanto sulla base dei dati locali di temperatura e di precipitazioni purché, naturalmente, il periodo di osservazione sia abbastanza lungo da fornire delle medie significative.
Un sistema climatico su questi principi ha un grande vantaggio: le aree coperte da ciascun tipo di clima possono essere identificate per grandi regioni del globo.

## Suddivisione

### Gruppi principali
Cinque gruppi principali sono contraddistinti da lettere maiuscole. I gruppi A, C e D hanno calore e precipitazioni sufficienti da permettere la crescita di alberi d'alto fusto (vegetazione forestale e boschiva).
- A: climi tropicali piovosi (Tropische Regenklimate): temperatura media giornaliera superiore a 18 °C. Senza stagione fredda.
- B: climi aridi (Trockene Klimate): media piovosa sotto il limite di aridità.
- C: climi temperato-caldi piovosi (Warm gemäßigte Regenklimate): temperatura media del mese più freddo tra 18 °C e −3 °C. Senza copertura regolare nevosa.
- D: climi boreali o delle foreste nivali (Boreale oder Schnee-Wald Klimate) oppure climi nivali (Schneeklimate) secondo Geiger[3]: temperatura media del mese più freddo sotto −3 °C.
- E: climi nivali (Schneeklimate) oppure climi glaciali (Eisklimate) secondo Geiger[3]: temperatura media del mese più caldo inferiore a 10 °C.

### Microclimi
Dai microclimi nell'ambito dei gruppi principali sono designati da una seconda lettera, in base al codice.
- S: clima steppico (Steppenklima). Si applica al gruppo B.
- W: clima desertico (Wüstenklima). Si applica al gruppo B.
- T: clima della tundra (Tundrenklima). Si applica al gruppo E.
- F: clima glaciale (Frostklima). Si applica al gruppo E.
- s: stagione secca nel trimestre caldo (estate del rispettivo emisfero). Si applica ai gruppi A, C e D.
- w: stagione secca nel trimestre freddo (inverno del rispettivo emisfero). Si applica ai gruppi A, C e D.
- f: stagione secca assente e precipitazioni in tutti i mesi. Si applica ai gruppi A, C e D.
- m: stagione secca e precipitazioni nel mese più piovoso < a 60 mm. Si applica al gruppo A.

Dalle combinazioni dei due gruppi di lettere risultano undici sottotipi.
- Af: climi tropicali delle foreste pluviali (Tropische Regenwaldklimate).
- Aw: climi delle savane (Trockene Klimate).
- BS: climi steppici (Steppenklimate).
- BW: climi desertici (Wüstenklimate).
- Cw: climi caldi con estate umida (Sommerfeucht warme Klimate) o clima sinico (sinisches Klima); almeno un mese estivo (giugno, luglio o agosto nell'emisfero boreale; dicembre, gennaio e febbraio nell'emisfero australe) ha più del decuplo delle precipitazioni del mese invernale (dicembre, gennaio e febbraio nell'emisfero boreale; giugno, luglio o agosto nell'emisfero australe) più secco[5].
- Cf: climi temperati con estate umida (Sommerfeucht temperierte Klimate).
- Cs: climi temperati con estate secca ( Sommertrocken temperierte Klimate) o clima etesio (Etesienklima); almeno un mese invernale (dicembre, gennaio e febbraio nell'emisfero boreale; giugno, luglio o agosto nell'emisfero australe) ha come minimo il triplo delle precipitazioni del mese estivo (giugno, luglio o agosto nell'emisfero boreale; dicembre, gennaio e febbraio nell'emisfero australe) più secco, che devono essere inferiore a 30 mm[5].
- Dw: climi freddi con inverno secco (Wintertrocken kalte Klimate) o clima transbaicalico (transbaikalisches Klima).
- Ds: climi freddi con estate secco (Sommertrocken kalte Klimate) o clima mediterraneo ad alta quota (Hochgelegenes mediterranes Klima).
- Df: climi freddi con inverno umido (Winterfeucht kalte Klimate).
- ET: climi della tundra (Tundrenklimate).
- EF: climi del gelo perenne (Klimate ewigen Frostes).

Per differenziare ancora di più le variazioni di temperatura o di altri elementi, Köppen aggiunse ulteriori lettere al codice.
- G: clima di montagna.
- H: clima d'alta montagna (sopra 3000 m).
- a: temperatura media del mese più caldo superiore a 22 °C.
- b: temperatura media del mese più caldo inferiore a 22 °C; almeno 4 mesi sopra 10 °C.
- c: da 1 a 3 mesi sopra a 10 °C; mese più freddo sopra −38 °C.
- d: temperatura media del mese più freddo inferiore a −38 °C.
- g: tipo gangetico, con massimo di temperatura prima del solstizio estivo e stagione piovosa estiva.
- h: molto caldo, temperatura media annua sopra 18,5 °C.
- i: isotermico, differenza tra i mesi estremi sotto 5 °C.
- k: con inverno freddo; temperatura media annua sotto 14,5 °C, mese più caldo sopra 18,5 °C.
- k′: con inverno freddo; temperatura media annua sotto 18 °C, mese più caldo sotto 18,5 °C.
- l: tiepido, temperatura media di tutti i mesi tra 10 °C e 22 °C.
- m: intermedio, clima della foresta vergine nonostante la presenza di stagione secca.
- n: nebbioso.
- n′: poco nebbioso ma con grande umidità dell'aria e scarsità di piogge per il fresco (estate sotto 24 °C).
- n″: poco nebbioso ma con grande umidità dell'aria e scarsità di piogge per il fresco (estate tra 24 °C e 28 °C).
- n‴: poco nebbioso ma con grande umidità dell'aria e scarsità di piogge per il fresco (estate sopra 28 °C).
- s′: stagione asciutta nel trimestre caldo (estate del rispettivo emisfero), massimo precipitativo in autunno (si usa al posto di s).
- s″: stagione asciutta nel trimestre caldo (estate del rispettivo emisfero), stagione piovosa biforcata con un piccolo periodo arido nel mezzo (si usa al posto di s).
- t′: profilo termico di Capo Verde, con massimo di temperatura verso l'autunno.
- t″: profilo termico sudanese, con minimo di temperatura dopo il solstizio d'estate.
- w′: massimo precipitativo all'inizio dell'estate, prosieguo dell'estate sereno.
- w″: pioggia rara ma violenta e distribuita in tutte le stagioni.

## Limite di aridità
Uno degli indici più complessi del sistema di Köppen è il limite di aridità (Trockenheitgrenze), che separa i climi piovosi (A, C, D) da quelli aridi e si calcola in tre modi diversi a seconda del regime precipitativo. Si tenga presente che nel sistema di Köppen r è uguale al cumulato annuo delle precipitazioni in centimetri (quindi precipitazioni totali in mm diviso 10), mentre t è uguale alla temperatura media annua. Se nelle formule seguenti il valore a sinistra è minore di quello a destra si ha un clima arido.
- per luoghi con piovosità estiva oppure siccità invernale la formula è r = 2t + 14.
- per luoghi senza periodo di siccità la formula è r = 2t + 7.
- per luoghi con piovosità invernale oppure siccità estiva la formula è r = 2t

Esiste poi il limite di deserticità che differenzia il tipo BS dal BW. Se nelle formule seguenti il valore a sinistra è minore di quello a destra si ha un clima steppico (BS).
- per luoghi con piovosità estiva oppure siccità invernale la formula è r = t + 14.
- per luoghi senza periodo di siccità la formula è r = t + 7.
- per luoghi con piovosità invernale oppure siccità estiva la formula è r = t

## Critiche al sistema di Köppen
Alcuni climatologi hanno sostenuto che il sistema di Köppen potrebbe essere migliorato. Una delle obiezioni più frequenti riguarda il gruppo C dei climi temperati, considerato da molti come troppo ampio. Per esempio, New York e Orlando (Florida) rientrano entrambi in questo schema climatico, nonostante enormi differenze tra questi due luoghi. In Climatologia Applicata (prima edizione pubblicata nel 1966), John F. Griffiths ha proposto una nuova zona subtropicale, che comprende le aree con un mese più freddo compreso tra 6 e 18 °C (43 e 64 °F), suddividendo il gruppo C in due parti quasi uguali (il suo schema assegna la lettera B per la nuova zona e identifica i climi asciutti con una lettera supplementare subito dopo la lettera della temperatura di base).
Glenn Trewartha ha sviluppato un metodo alternativo che altera completamente i gruppi dal C all'E, aggiungendo il tipo F. Il tipo C di Trewartha è definito come un clima che ha la temperatura del mese più freddo sotto 18 °C e da 8 a 12 mesi con temperatura media maggiore di 10 °C; il tipo D ha temperatura del mese più freddo sotto 18 °C e da 4 a 7 mesi con temperatura maggiore di 10 °C; il tipo E ha da 1 a 3 mesi con temperatura maggiore di 10 °C e il tipo F ha la temperatura del mese più caldo sotto 10 °C.